# Cucina aquilana

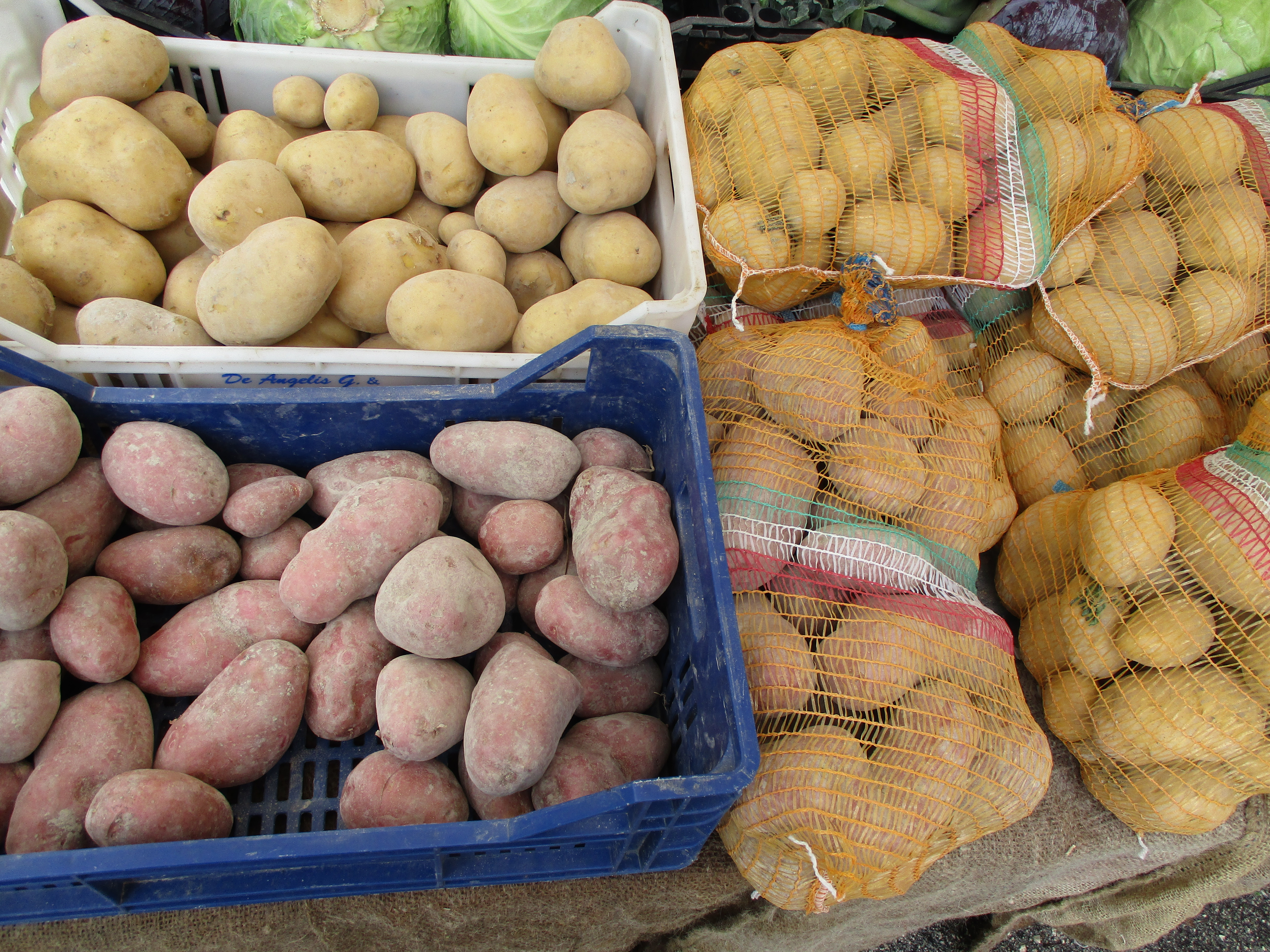
Alcune varietà della patata del Fucino

La cucina aquilana è l'insieme dei piatti della tradizione culinaria di l'Aquila e delle zone limitrofe. La tradizione gastronomica aquilana è molto legata alla cucina di montagna, alle tradizioni della pastorizia e alla tradizione culinaria abruzzese.

## Primi piatti

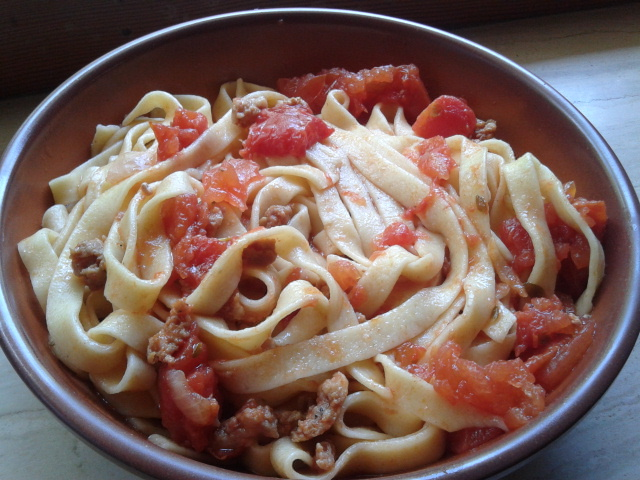
Sagnette al sugo di Avezzano

L'intingolo all'aquilana è un antipasto tipico della città ed è un miscuglio di midollo di bue con zafferano abruzzese, uova, panna da cucina e burro. I primi piatti si distinguono per l'uso di formati di pasta tipici dell'Abruzzo come gli spaghetti alla chitarra, i ravioli, le fregnacce (pasta sfoglia tagliata in modo irregolare), accompagnati da della salsa di pomodoro con carne di agnello o da brodi vegetali o di pollo. Tipico primo piatto dell'area dell'aquilano sono gli anellini alla pecorara, una pasta a forma di anello servita con una salsa di pomodoro e vegetali vari a cui si aggiunge la ricotta di pecora. Eredità della cucina povera sono i piatti a base di legumi come le sagne servite con ceci o fagioli oppure le lenticchie e le patate.

## Carni, salumi, pesce e formaggi

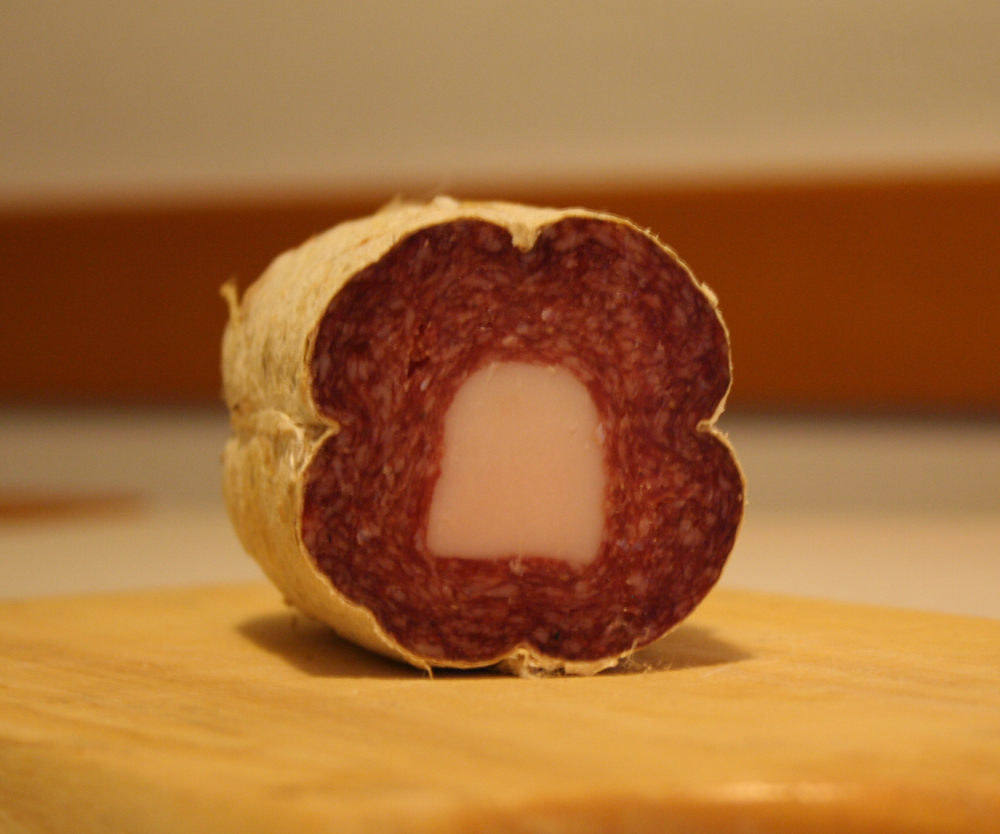
Mortadella di Campotosto

Un secondo tipico aquilano è la pecora alla cottora, ma sono anche diffusi, come nel resto della regione, gli arrosticini.; da citare sono tra i salumi tipici, anche il salame Aquila, il Guanciale amatriciano, la Porchetta, e la Mortadella di Campotosto; anche la carne di agnello è molto utilizzata, tra i formaggi troviamo l'Incanestrato di Castel del Monte, il Caciofiore aquilano, e la Ricotta ovina di Arischia, tutti prodotti agroalimentari tradizionali abruzzesi; vengono consumati altresi anche alcuni tipi di pesce, ad esempio il baccalà, soprattutto nel periodo natalizio.

## Verdure, ortaggi, legumi, frutta

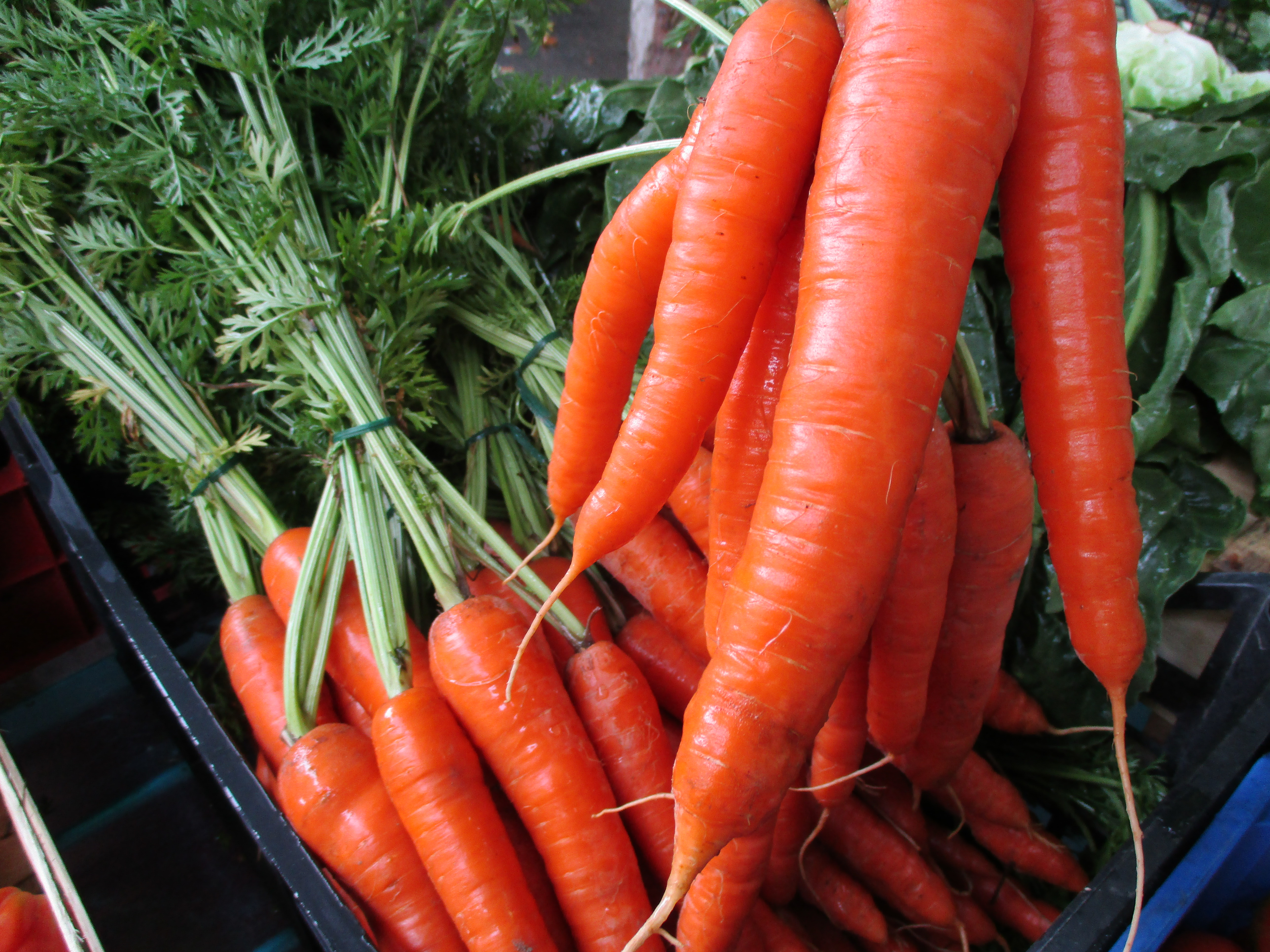
Carota dell'altopiano del Fucino

Tra le verdure e i legumi sono da menzionare la Lenticchia di Santo Stefano di Sessanio, il Cece di Navelli, la Mandorla di Navelli e la Patata del Fucino; altri prodotti sono la Cicerchia, il Grano Solina, la Patata degli Altipiani d'Abruzzo, la Patata turchesa, i fagioli a olio, i fagioli a pane, la Castagna Roscetta della valle Roveto, l'Aglio rosso di Sulmona, la Ciliegia di Giuliano Teatino e Raiano, la carota dell'altopiano del Fucino, la mela della valle del Giovenco.

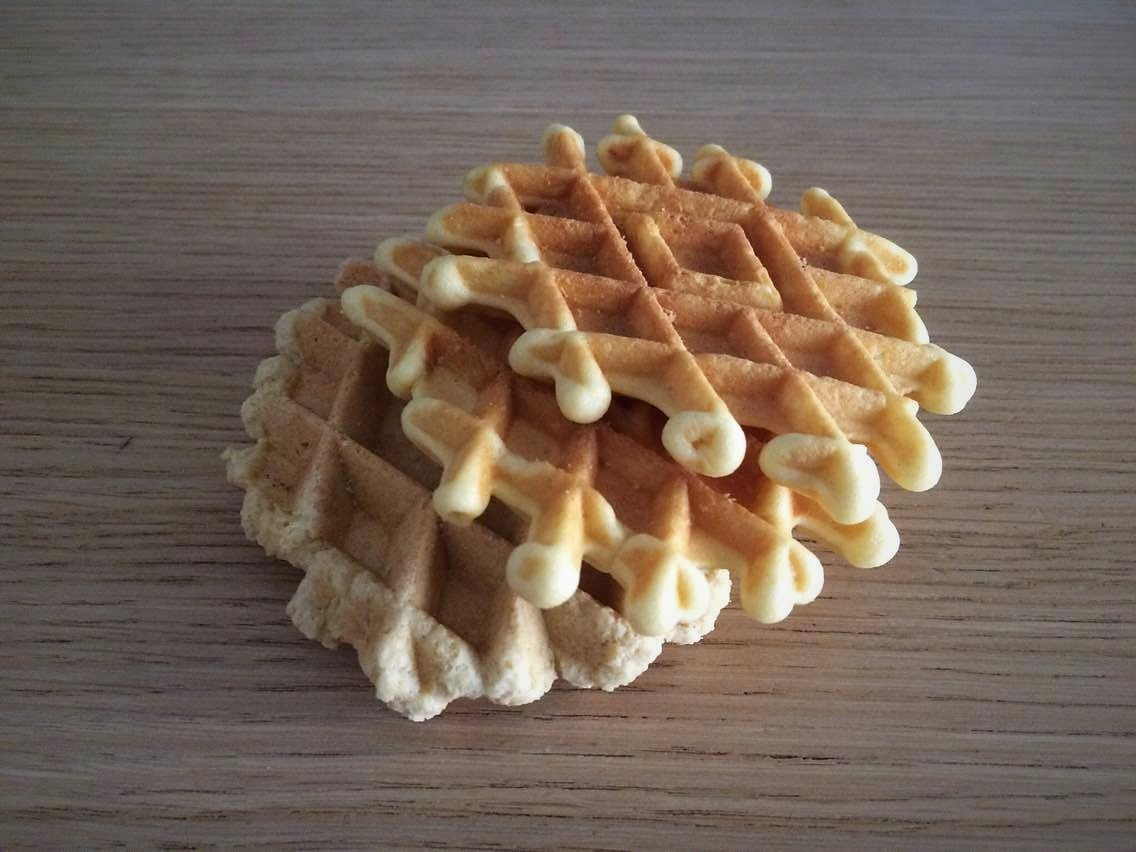
Ferratella

## Pane, pizze e dolci

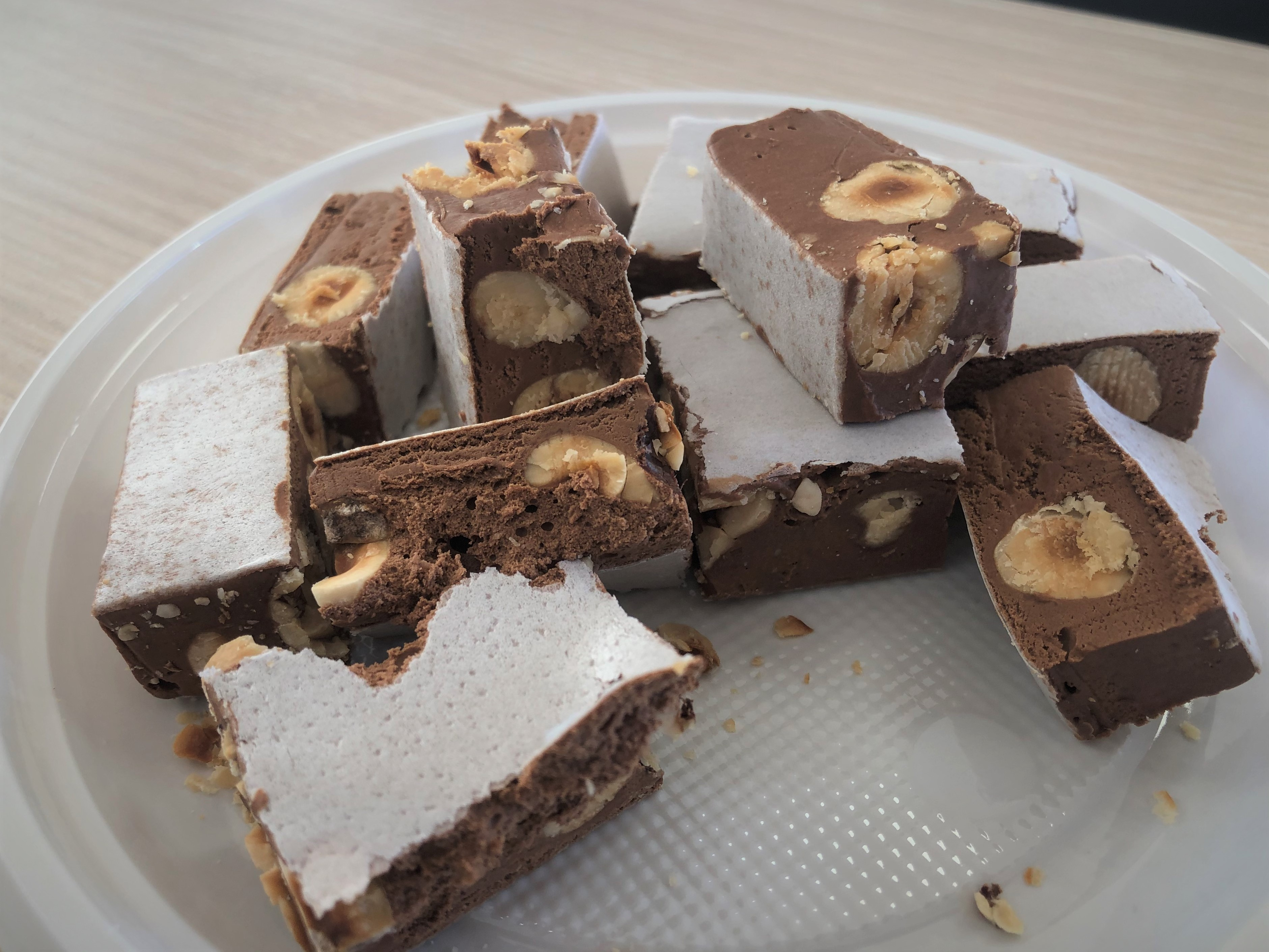
Il torrone aquilano

In città c'è anche un'importante produzione di torroni, in particolare il torrone Nurzia, e il Torrone tenero al cioccolato di Sulmona e anche delle tipiche ferratelle, dolci fatti con stampi in metallo dal tipico disegno a rombi in rilievo, entrambi con riconoscimento PAT,; non meno importante è il confetto di Sulmona, prodotto dalla storia antichissima; le zeppole aquilane, una specie di ciambella lievitata, fritta e cosparsa di zucchero che rientra tra i prodotti agroalimentari tradizionali abruzzesi; da ricordare anche il Pan dell'orso, dolce tipico di Scanno; per quanto riguarda il pane, si possono citare le Pagnotte da forno di Sant'Agata, il Pane casareccio aquilano, il pane con le patate.

## Zafferano dell'Aquila

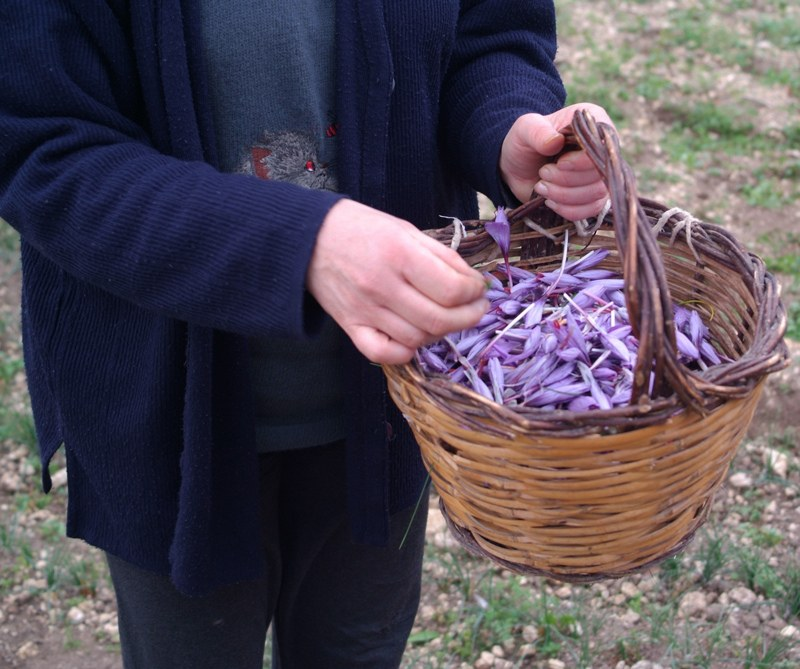
Zafferano dell'Aquila

Merita menzione a sé lo Zafferano dell'Aquila prodotto esclusivamente in provincia dell'Aquila e in particolare nell'Altopiano di Navelli, nei pressi del comune omonimo. Lo zafferano nella cucina abruzzese viene usato soprattutto per i piatti di pesce come ad esempio lo scapece alla vastese e le cozze allo zafferano; inoltre nella regione viene utilizzato per produrre anche il liquore allo zafferano DOP. L'iscrizione dello Zafferano dell'Aquila nel Registro delle Denominazioni d'Origine Protetta risale al 4 febbraio 2005, mentre la costituzione del Consorzio per la Tutela dello Zafferano dell'Aquila risale al 13 maggio 2005.

## Vini, liquori e olio

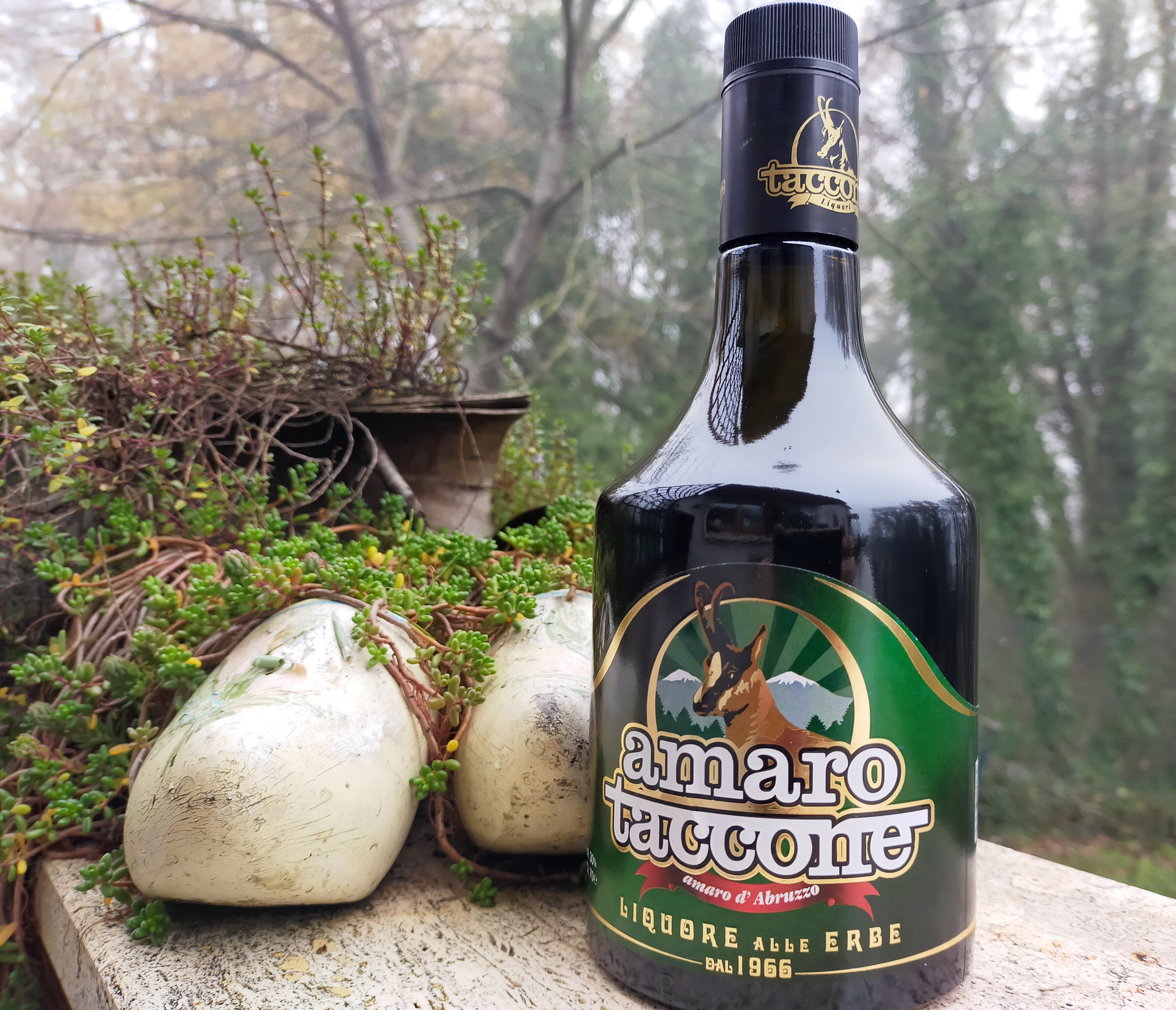
Amaro Taccone

L'olio per eccellenza dell'Aquila e provincia è l'Olio extra vergine di oliva delle Valli Aquilane, che fa parte dei Prodotti agroalimentari tradizionali abruzzesi, tra i vini sono da menzionare il Terre Aquilane o Terre de l’Aquila IGT oltre ai vari Cerasuolo d'Abruzzo, Montepulciano d'Abruzzo, Trebbiano d'Abruzzo. Per quanto riguarda i liquori, sono da citare il liquore di genziana, l'amaro abruzzese, il liquore allo zafferano, il liquore alla liquirizia, l'amaro Taccone, e la Ratafià; viene prodotto anche il liquore nocino.

## Altri prodotti tipici aquilani
Si segnalano il Miele d'Abruzzo, in particolare il Miele dell'Appennino abruzzese, la cui produzione avviene sulla montagna aquilana ed è presidio slow food dell'Abruzzo, il tartufo d'Abruzzo, il Farro d'Abruzzo, la salsiccia di fegato aquilana.

## Galleria d'immagini

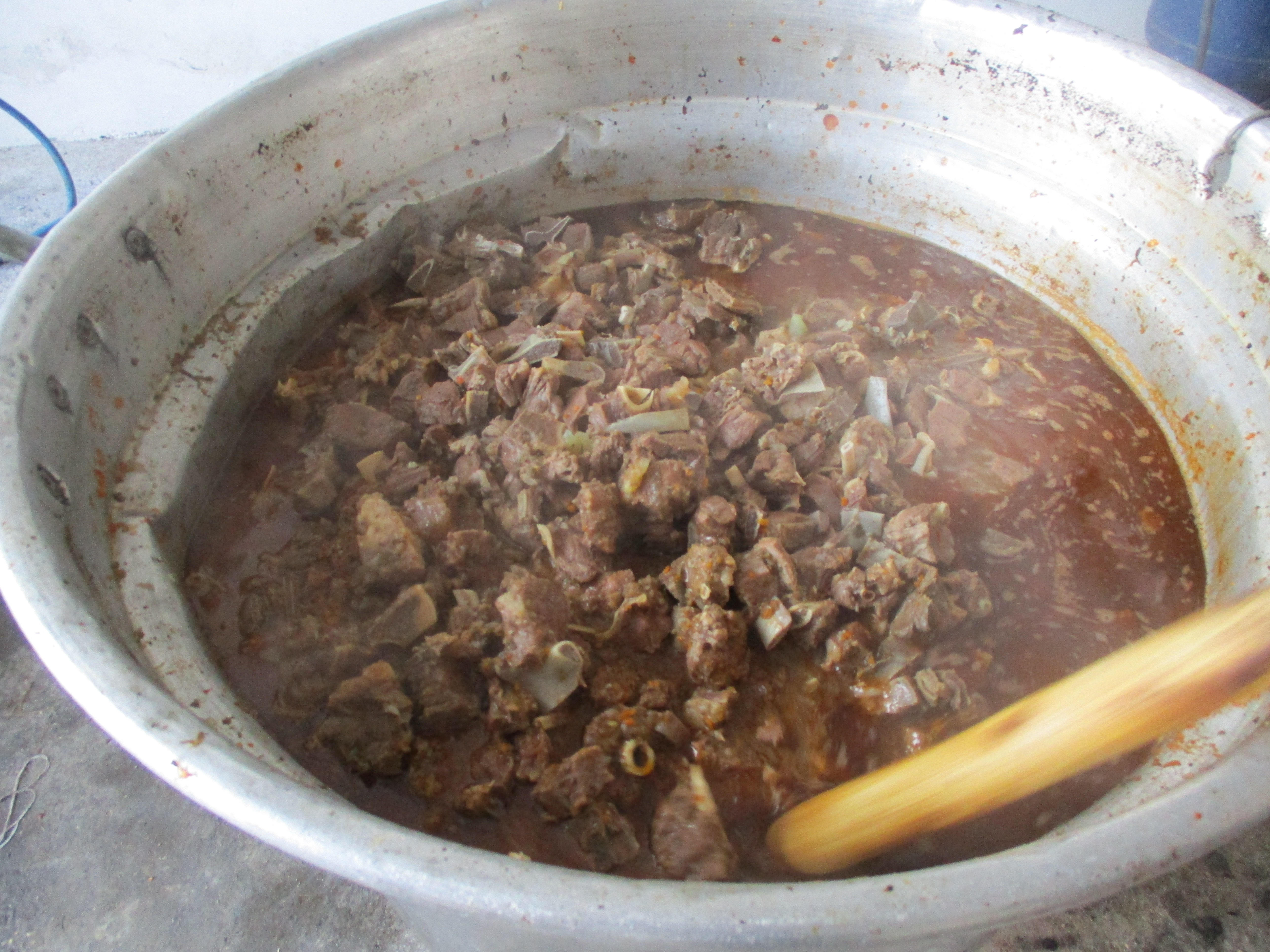
Pecora alla cottora
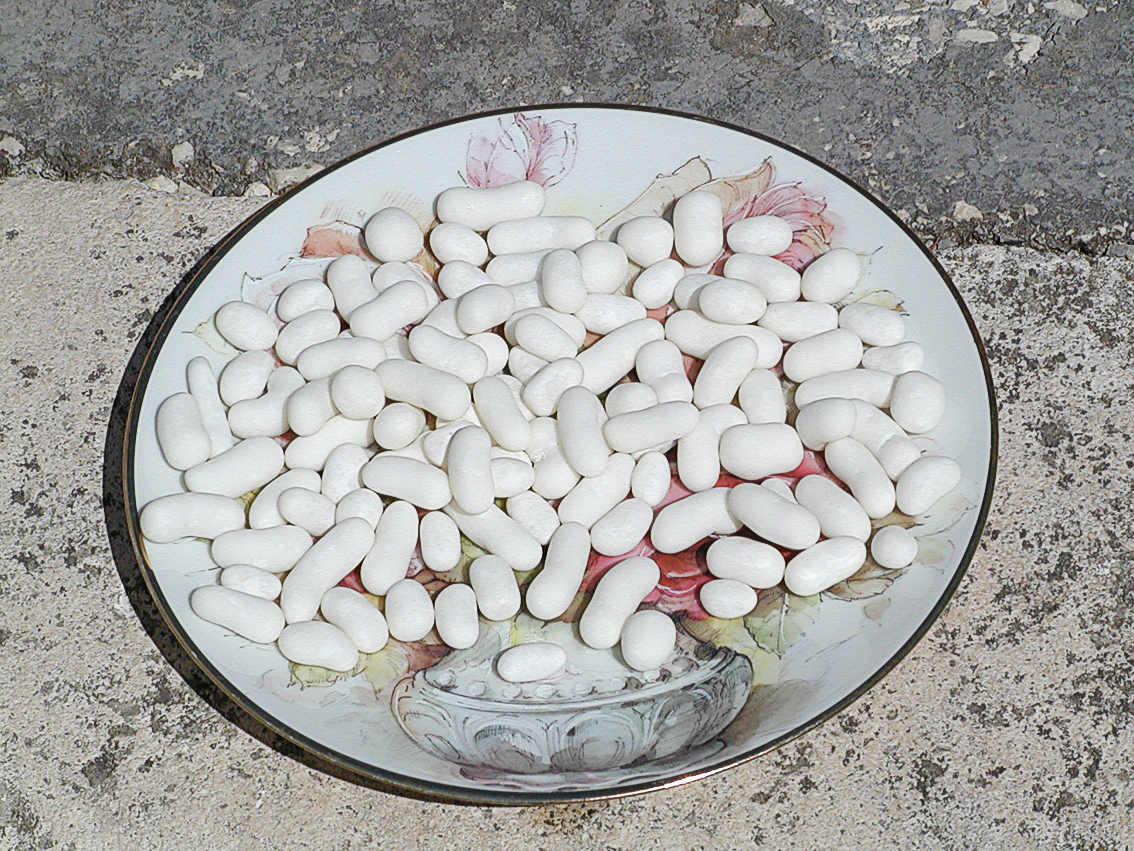
Confetti di Sulmona
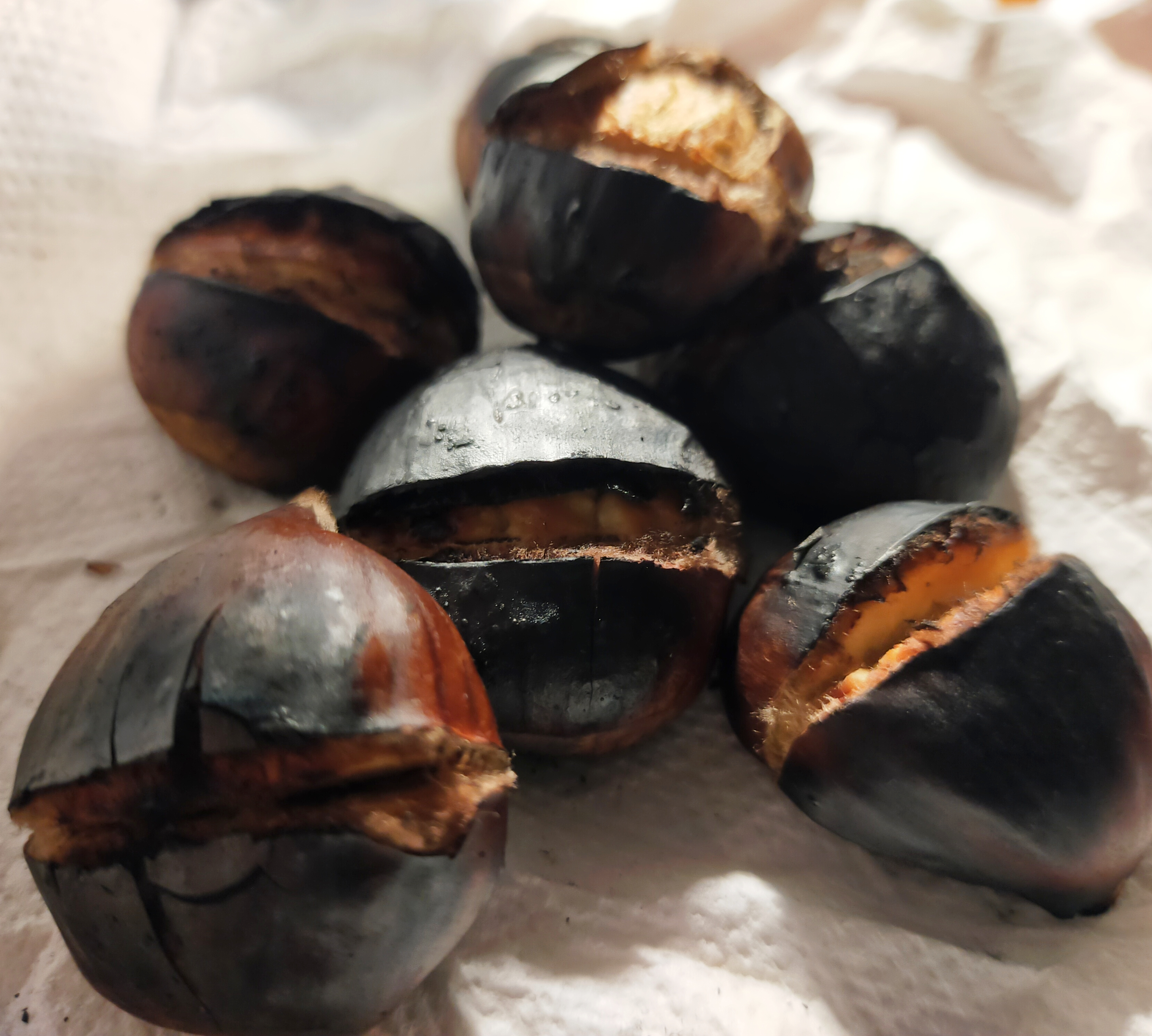
Castagna Roscetta della valle Roveto
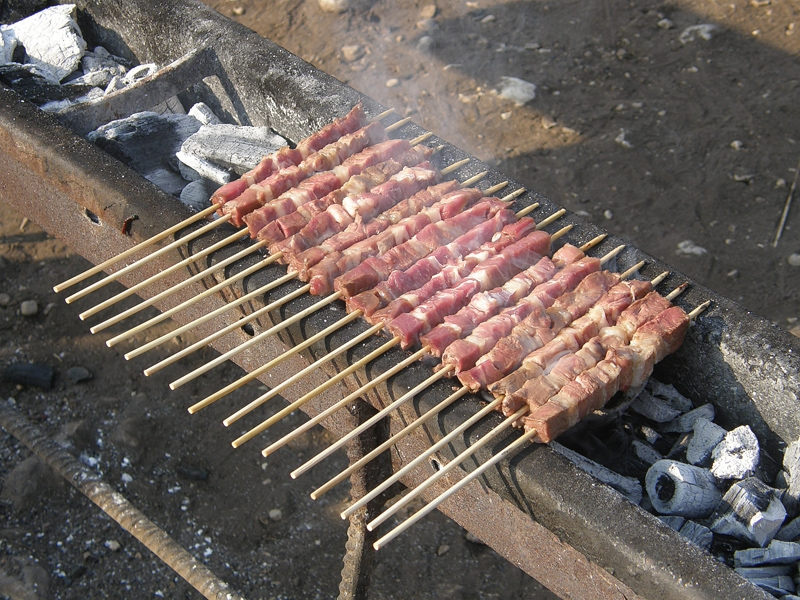
Arrosticini di pecora
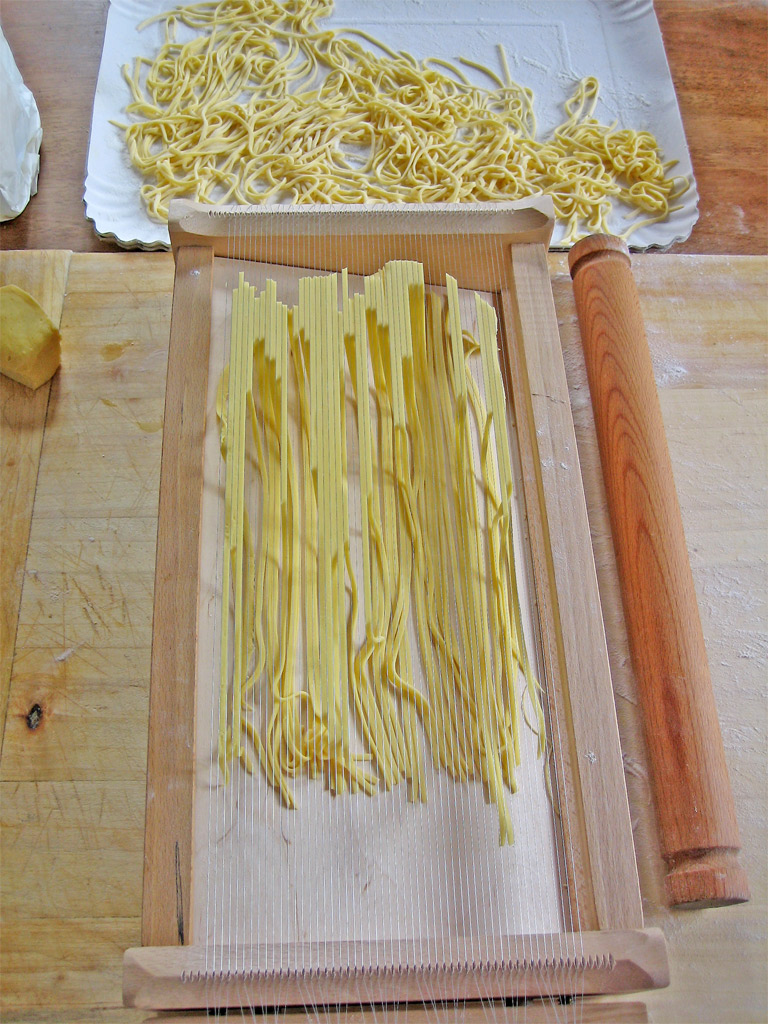
Spaghetti alla chitarra